# Charles Haffner
Charles Haffner (* 6. Januar 1976 in Saargemünd) ist ein ehemaliger französischer Fußballspieler. Der Mittelfeldspieler war unter anderem in der deutschen 2. Bundesliga und der damals drittklassigen Regionalliga für den 1. FC Saarbrücken, den FC 08 Homburg, die SV Elversberg und den Karlsruher SC aktiv.

## Karriere
Seine Karriere begann Charles Haffner beim AS Sarreguemines. Danach wechselte er zur Saison 1997/98 zum 1. FC Saarbrücken. Nach nur anderthalb Jahren, in denen er kaum zum Einsatz kam, wechselte er zu Beginn des Jahres 1999 zum FC 08 Homburg und sechs Monate später zur SV Elversberg, wo er drei Jahre spielte. Zur Saison 2002/03 wechselte Haffner in die 2. Bundesliga zum Karlsruher SC. In Karlsruhe, seiner ersten Station im Profifußball kam er auf 22 Einsätze in der zweithöchsten deutschen Spielklasse; in der Folgesaison kam er in der Reservemannschaft zum Einsatz. Zur Saison 2004/05 kehrte Charles Haffner zur SV Elversberg zurück, für die er 2 Jahre in der Regionalliga Süd spielte.
Zur Saison 2006/07 kehrte er zum 1. FC Saarbrücken zurück, der aus der 2. Bundesliga abgestiegen war. Im DFB-Pokal schoss er den 1. FC Saarbrücken durch sein 1:0-Siegtreffer gegen den Bundesligisten 1. FSV Mainz 05 in die nächste Runde. Zum Ende der Saison stieg Haffner mit dem FCS aus der Regionalliga ab. Trotz des Abstiegs des Traditionsvereins in die Oberliga Südwest entschied sich Haffner, beim 1. FC Saarbrücken zu bleiben, und verlängerte seinen Vertrag bis 2009. Der direkte Wiederaufstieg misslang und durch die Gründung der 3. Liga wurde die Oberliga Südwest zur fünfthöchsten Spielklasse herabgestuft. Im Sommer 2008 teilte der Vorstand des 1. FC Saarbrücken Haffner mit, dass er in den Planungen der Mannschaft keine Rolle mehr spiele. Hierbei spielten auch Kostengründe eine Rolle. Daraufhin wechselte er zu seinem Stammverein AS Sarreguemines.
Von 2012 bis 2017 war Charles Haffner mit kurzer Unterbrechung gemeinsam mit dem ehemaligen Trainer der SV Elversberg, Neale Marmon, für die Geschicke beim SV Schwemlingen-Ballern in der Landesliga West verantwortlich, und spielte selbst im Mittelfeld. Ab 2017 ging er noch bis 2023 für den Landesligisten VfB Tünsdorf auf Torejagd.